# Francisco Mujika Garmendia
Pour les articles homonymes, voir Mujika.
Francisco Mujika Garmendia, alias Pakito, est un membre historique de l'organisation séparatiste basque ETA et membre de la direction de cette dernière entre 1987 et 1992.
Arrêté par la police française en 1992, il connaitra l'incarcération, une première condamnation en France à dix ans de prison puis l'extradition et une seconde condamnation par la justice espagnole à 2354 années de prison.
Pakito est finalement libéré le 11 décembre 2020 après 28 ans de prison.

## Activité délictueuse
Il est né à Villafranca d'Oria - actuellement Ordizia - (Guipuscoa) le 19 novembre 1953. Il a intégré l'ETA pendant l'adolescence, en s'occupant initialement de tâches non militaires comme la comptabilité ou les contacts externes. Il a eu une certaine participation dans les préparatifs de ce qu'on appelle l'Opération Ogro, qui, en 1973, a mis un terme à la vie de l'amiral Luis Carrero Blanco, président du gouvernement dont la mort a influencé de manière décisive la fin du régime franquiste.
Après l'attentat il s'est réfugié pour la première fois au Pays basque français (Iparralde en euskara). Il repassera la frontière quelques mois plus tard pour prendre en charge la structure de l'organisation dans la localité de Mondragón (Guipuscoa). La police lui impute divers attentats, concrètement le meurtre d'un garde civil et le mitraillage de deux autres. Durant cette même année de 1974 Francisco Mujika a intégré le comité exécutif d'ETA politico-militaire (ETApm), une scission d'ETA, et une année plus tard dans les commandos bereziak, représentants des actions militaires d'une plus grande envergure.
On l'accuse de la disparition (et probable assassinat) du dirigeant d'ETApm Eduardo Brun Bergaretxe, alias Pertur, connu pour ses positions critiques et qui a été vu par dernière fois au Pays basque français, à Hendaye le 23 juillet 1976 en sa compagnie et un autre membre de l'organisation, Miguel Angel Apalategi, Apala. À ce moment ETApm négociait avec le gouvernement espagnol d'Adolfo Suárez l'abandon de la lutte armée et la réinsertion de ses militants, ce à quoi s'opposaient en général les bereziak, partisans de l'intégration à ETA Militaire (ETAm), l'autre branche de l'organisation divisée, qui deviendra l'actuelle ETA. Tant Pakito qu'Apala, les dirigeants d'ETAm ont toujours nié leur implication dans la disparition de Pertur, qu'ils attribuent cela à un épisode de la "sale guerre" orchestrée par le gouvernement espagnol.
En 1977, la disparition d'ETApm l'amène à intégrer ETAm, prenant part, dans le commando Zaharra, à l'enlèvement et à l'assassinat de l'industriel Javier Ybarra. Cette même année Pakito a obtenu le statut de réfugié politique en France, avec résidence légale à Hendaye, qu'il a perdu en 1983, moment à partir duquel il a dû rester clandestinement au Pays basque français. En 1984 les autorités françaises l'incluent dans un ordre d'expulsion émis le 9 janvier.
Il fera partie de la direction d'ETA en 1985, après la détention d'Eugenio Etxebeste, alias Antxon (issu lui aussi des bereziak d'ETApm). La déportation et la mort accidentelle en Algérie de l'historique Txomin (1986-1987) laisse à tête de l'organisation une troïka appelée "Artapalo" dont Pakito est l'un des membres, représentant de l'appareil militaire. Artapalo se fait avec le contrôle absolu de l'organisation après la détention, durant les deux années suivantes, d'une autre paire de dirigeants historiques, Santiago Arrospide Sarasola, alias Santi Potros et José Antonio Urrutikoetxea Bengoetxea, alias Josu Ternera.
L'attentat à la bombe dans les parkings du super-marché Hipercor de Barcelone, la tentative de libération de cinq militants d'ETA de la prison de Séville-2 au moyen d'un faux hélicoptère de la Croix-Rouge (déjouée par la police le 2 janvier 1990) et l'organisation du commando itinérant formé par des basques français, démantelé en avril de la même année, date de l'époque Artapalo. Pakito a également pris part à l'attentat contre une garnison de Saragosse, le 11 novembre 1987, dans lequel sont mortes 11 personnes, dont 5 enfants et 88 blessés.
Entretemps, en France on avait lancé plusieurs mandats de recherches contre lui pour diverses infractions. En janvier 1990 on lance un nouvel ordre après la découverte d'un zulo (trou en euskara) avec 200 kilos d'explosifs dans la localité d'Anglet. En Espagne il est recherché par le juge du Tribunal Suprême Baltasar Garzón comme initiateur de trois attentats commis par le commando itinérant et comme destinataire présumé de la rançon payée par la famille de l'industriel Emiliano Revilla, enlevé par l'organisation. En avril 1990 échappe à une nouvelle opération des autorités françaises qui essayent de le capturer.

## Détention
Il est finalement capturé à Bidart le 29 mars 1992, dans une opération conjointe entre la police française et la garde civile espagnole dans laquelle sont aussi arrêtés les deux autres membres de l'Artapalo collectif, José Luis Álvarez Santacristina, alias Txelis, responsable de l'appareil politique de l'organisation, et José María Arregi Erostarbe, alias Fitipaldi, responsable de l'appareil logistique. Un an plus tard, au Tribunal Correctionnel de Paris, débute le procès contre lui et les autres membres du commando itinérant, qui sera suspendu plusieurs fois. Le 19 juin 1997 il est condamné avec Txelis et Fitipaldi à dix années de prison pour "association de malfaiteurs à des fins des terroristes et de port d'armes prohibé". Entretemps, les autorités espagnoles ont présenté une vingtaine de demandes d'extradition.
L'extradition vers l'Espagne se produit finalement le 8 février 2003, après une réunion entre le président du gouvernement espagnol, José María Aznar et le président français Jacques Chirac, dans laquelle selon quelques sources on a décidé l'échange de prisonniers etarres par des concessions espagnoles à des entreprises françaises. Pakito a été incarcéré dans la Prison de Soto del Real.

## Jugement
Le 2 juin 2003, la Seconde Section de la Salle du Pénal du Tribunal Suprême a condamné à 2.354 années de prison chacun, Pakito et Fitipaldi, pour l'attentat contre la garnison de Saragosse, perpétré en 1987.
En août 2004 Pakito et cinq autres etarres emprisonnés ont envoyé une lettre à la direction d'ETA dans laquelle ils sollicitent la fin de la lutte armée, la considérant impossible à maintenir dans les circonstances actuelles et contre-indiqué pour les objectifs de l'organisation, et plaidant pour des voies pacifiques basées sur la participation institutionnelle et la mobilisation sociale. La lettre a été "filtrée" au quotidien navarrais Diario de Noticias en novembre de la même année. La réponse d'ETA s'est produite en juillet 2005, en expulsant de l'organisation les signataires de cette dernière.

## Sources et bibliographie
- (es) Cet article est partiellement ou en totalité issu de l’article de Wikipédia en espagnol intitulé « Francisco Mujika Garmendia » (voir la liste des auteurs).
- Jean Chalvidant, ETA : L'enquête, éd. Cheminements, coll. « Part de Vérité », octobre 2003, 426 p. (ISBN 978-2-84478-229-8)
- (es) José María Benegas, Diccionario de Terrorismo, Madrid, Espasa Calpe, coll. « Diccionario Espasa », novembre 2004, 920 p. (ISBN 978-84-670-1609-3)
- Jacques Massey, ETA : Histoire secrète d'une guerre de cent ans, Paris, Flammarion, coll. « EnQuête », février 2010, 386 p. (ISBN 978-2-08-120845-2)